# Георг Вилхелм фон Хелфенщайн
Георг Вилхелм фон Хелфенщайн (на немски: Georg Wilhelm Graf von Helfenstein; * 19 януари 1605; † 31 май 1627 във Венеция) е граф на Хелфенщайн, фрайхер на Гунделфинген, господар на Мескирх, Нойфра (днес част от Ридлинген) и Хайинген.
Той е син на граф Фробен Кристоф фон Хелфенщайн-Гунделфинген (1573 – 1622) и графиня Мария фон Хелфенщайн-Визенщайг (1586 – 1634), дъщеря на граф Рудолф II фон Хелфенщайн-Визенщайг (1560 – 1601) и фрайин Анна Мария фон Щауфен († 1600).
Георг Вилхелм фон Хелфенщайн умира бездетен на 22 години на 31 май 1627 г. във Венеция. Сестра му Йохана Елеонора фон Хелфенщайн (1606 – 1629) е наследничка на Мескирх и е омъжена на 10 юни 1622 г. за граф Вратислаус II фон Фюрстенберг (1600 – 1642).

## Фамилия
Георг Вилхелм фон Хелфенщайн се жени на 16 октомври 1622 г. в Зигмаринген за графиня Евфросина Сибила фон Хоенцолерн-Зигмаринген (* 15 юни 1607; † 25 юли 1636, погребана в Мюнхен), дъщеря на граф и княз Йохан фон Хоенцолерн-Зигмаринген (1578 – 1638) и братовчедката му графиня Йохана фон Хоенцолерн-Хехинген (1581 – 1634). Евфросина Сибила е племенница на Айтел Фридрих фон Хоенцолерн (1582 –1625), епископ на Оснабрюк и кардинал. Те нямат деца:
Еуфрозина Сибила фон Хоенцолерн-Зигмаринген се омъжва втори път ок. 1628/1631 г. за граф Ернст Бено фон Вартенберг (1604 – 1666).